# Municipio de Elk (Minnesota)
El municipio de Elk (en inglés: Elk Township) es un municipio ubicado en el condado de Nobles en el estado estadounidense de Minnesota. En el año 2010 tenía una población de 253 habitantes y una densidad poblacional de 2,71 personas por km².

## Geografía
El municipio de Elk se encuentra ubicado en las coordenadas 43°42′56″N 95°38′21″O / 43.71556, -95.63917. Según la Oficina del Censo de los Estados Unidos, el municipio tiene una superficie total de 93.51 km², de la cual 93,5 km² corresponden a tierra firme y (0,01 %) 0,01 km² es agua.

## Demografía
Según el censo de 2010, había 253 personas residiendo en el municipio de Elk. La densidad de población era de 2,71 hab./km². De los 253 habitantes, el municipio de Elk estaba compuesto por el 98,02 % blancos y el 1,98 % eran de una mezcla de razas. Del total de la población el 1,19 % eran hispanos o latinos de cualquier raza.